# John Pearson Duncan
John Pearson Duncan (Dundee, Escocia, 22 de febrero de 1949–8 de octubre de 2022) fue un futbolista y entrenador de Escocia que jugaba en la posición de delantero.

## Carrera

### Como jugador
| Periodo   | Club              |
| --------- | ----------------- |
| 1968–1975 | Dundee FC         |
| 1975–1979 | Tottenham Hotspur |
| 1979–1981 | Derby County      |
| 1981–1983 | Scunthorpe United |

### Como entrenador
| Periodo   | Club                       |
| --------- | -------------------------- |
| 1981–1983 | Scunthorpe United          |
| 1983      | Hartlepool United          |
| 1983–1987 | Chesterfield FC            |
| 1987–1990 | Ipswich Town               |
| 1993–2000 | Chesterfield FC            |
| 2007–2011 | Loughborough University FC |

## Logros

### Jugador
- Copa Forfarshire: 3

- Dundee United: 1968-1969, 1971-1972, 1974-1975

### Entrenador
- Football League Two: 1
Chesterfield: 1984-1985